# Ejido de la Providencia
Ejido de la Providencia är ett samhälle (ejido) i Mexiko, tillhörande kommunen Jocotitlán i den nordvästra delen av delstaten Mexiko. Orten hade 144 invånare vid folkräkningen 2010.